# روسلویل (میسوری)
روسلویل (به انگلیسی: Russellville) یک شهر در ایالات متحده آمریکا است که در شهرستان کول، میزوری واقع شده‌است. روسلویل ۲٫۰۷ کیلومتر مربع مساحت و ۸۰۷ نفر جمعیت دارد و ۲۶۸ متر بالاتر از سطح دریا واقع شده‌است.